# Cantón Paute
Cantón Paute är en kanton i Ecuador.   Den ligger i provinsen Azuay, i den södra delen av landet, 280 km söder om huvudstaden Quito.